# Olli Laiho
Olli Eino Laiho (Savonlinna, 18 febbraio 1943 – Helsinki, 31 maggio 2010) è stato un ginnasta finlandese.

## Palmarès

### Olimpiadi
- 1 medaglia:
  - 1 argento (Città del Messico 1968 nel cavallo con maniglie)